# Calderón (udde)
Calderón är en udde i Antarktis. Den ligger i Västantarktis. Argentina, Chile och Storbritannien gör anspråk på området.
Terrängen inåt land är bergig åt sydväst, men åt nordost är den kuperad. Havet är nära Calderón åt nordväst. Trakten är obefolkad. Det finns inga samhällen i närheten. 